# Zehenring
Zehenringe sind Ringe, die an den Zehen als Schmuck getragen werden – meist von Frauen, aber auch von Männern. Sie werden oft am zweiten Zeh getragen, können jedoch an allen Zehen getragen werden. Für Männer gibt es breite, schlichte oder mit Gravuren verzierte, für Frauen schmalere Ringe mit Gravuren oder Steinen oder auch schlichte. Ein häufig verwendetes Material ist Silber.

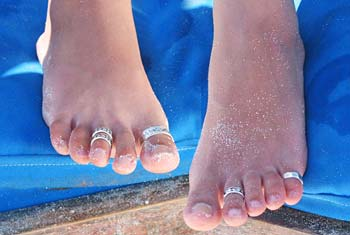
Zehenringe

Dieser Schmuck wurde in den 1990er Jahren durch Stars wie Madonna populär. Als männliches Beispiel sind zurzeit (Dezember 2006) der Sänger der Graham Colton Band, als weibliche Beispiele Wolke Hegenbarth, Jewel, Victoria Beckham, Christina Applegate und Jennifer Aniston zu nennen. Die Modeerscheinung, Flip-Flops zu tragen und das sich wieder verbreitende Barfußlaufen förderten in den letzten Jahren diese Schmuckart, die es in vielfältigen Varianten gibt – häufig auch als Modeschmuck.

## Typen
Man unterscheidet zwei Arten von Zehenringen. Es gibt angepasste Zehenringe, die genau auf den Zeh passen. Das ist jedoch nicht bei allen Personen möglich, da der Zeh vorne meist dicker ist als in der Mitte, wo der Ring getragen werden soll. Wenn durch das Laufen oder in der Sonne der Zeh leicht anschwillt, ist es oft kaum noch möglich, diesen Typ Ring wieder abzulegen.
Die zweite und verbreitetere Art sind Zehenringe, die nicht geschlossen sind. Sie lassen sich nach dem Anlegen leicht um den Zeh biegen, damit sie nicht zu lose sitzen. Richtig angepasst drücken sie auch in geschlossenen Schuhen nicht, so dass man sie das ganze Jahr über tragen kann.
Die dritte und mittlerweile sehr verbreitete Art ist der Zehenring mit Gummiband. Hierbei wird der Zehenring in einer Größe ausgeliefert und mit einem Gummizug am Zeh festgesteckt. Oftmals ist hier ein kleines Schmuckstück an der Vorderseite mit einem durchsichtigen Gummiband angebracht, so dass dies den Anschein erweckt, es wäre auf den Zeh aufgeklebt.
Der Zehenring hat eine Tradition in Indien: Verheiratete Frauen tragen ihn am zweiten Zeh, an beiden Füßen. Die Ringe werden der Frau am Hochzeitstag von ihrem Ehemann angesteckt.